# Діспур
Діспур (англ. Dispur, асс. দিছপুৰ) — місто в Індії, столиця штату Ассам.
Перші поселення на місці Діспура виникли в 2 тисячолітті до н. е. До середини 19 століття Діспур був невеликим селищем, його відносний ріст почалося після англійської колонізації — в місті була відкрита школа, створені підприємства по переробці чаю, рису, заліза, нафти.
У 1973 році до Діспура була перенесена столиця штату Ассам, коли колишня столиця, Шиллонг, опинилася на території новоствореного штату Меґхалая. Населення міста становило тоді всього 1700 осіб, а станом на 2009 рік в Діспурі мешкає 9506 осіб. Діспур межує з кількома крупнішими містами — Ґувахаті, Джатія, Камруп.
2/3 населення зайняті в сільському господарстві, тут вирощуються чай, рис, джут, цукрова тростина, бавовник, цитрусові, розвинуто шовківництво і лісова промисловість, добуваються нафта і вугілля.